# Schroederichthys bivius
Espèce
Répartition géographique
Statut de conservation UICN

 DD  : Données insuffisantes
Schroederichthys bivius est une espèce de requins.